# Andinia pentamytera
Andinia pentamytera är en orkidéart som först beskrevs av Carlyle August Luer, och fick sitt nu gällande namn av Alec M. Pridgeon och Mark W. Chase. Andinia pentamytera ingår i släktet Andinia och familjen orkidéer. Inga underarter finns listade i Catalogue of Life.